# Boutyne
Boutyne (en russe : Буты́нь) est un hameau de l'okroug urbain d'Odintsovo dans l'oblast de Moscou. Sa population s'élevait à 180 habitants au recensement de 2010.

## Géographie
La localité est située dans l'oblast de Moscou, un sujet de la Russie européenne, dans le district fédéral central. Boutyne est l'une des 236 localités de l'okroug urbain d'Odintsovo, qui a comme centre administratif la ville d'Odintsovo. 
Boutyne, comme tout l'oblast de Moscou, est située dans le fuseau horaire MSK (heure de Moscou). Le décalage horaire appliqué par rapport au temps universel coordonné est +03:00.

## Histoire
Sous l'Empire russe, la localité faisait partie du gouvernement de Moscou. 

## Démographie
Recensements (*) et estimations de la population :
| 1852 | 1890 | 1926* | 1989 * |
| ---- | ---- | ----- | ------ |
| 39   | 49   | 121   | 38     |

| 2002* | 2010* | - | - |
| ----- | ----- | - | - |
| 11    | 180   | - | - |

## Transports
La localité se trouve au bord de la route fédérale M1, qui relie Moscou à la Biélorussie.

## Personnalités liées à la localité
- Alexeï Navalny (1976-2024), opposant à Vladimir Poutine, est né dans le village.